# Félix Linares
Félix Linares Jaca (5 de octubre de 1947, Bilbao, Vizcaya) es un crítico de cine y periodista español.
Ha aparecido en radio y televisión, como presentador en el programa de radio Pompas de papel de Radio Euskadi y en La noche de... de ETB2 (que también se emite en ETB Sat). Su rostro y sus discursos se han vuelto bastante populares entre los cinéfilos del País Vasco.

## La Noche de...
Desde el 19 de septiembre de 1995, en la segunda señal de Euskal Telebista, es uno de los más longevos en la televisión regional del País Vasco.
En 2020, la 68.ª Edición del Zinemaldia dio un homenaje al programa por cumplir su 25° Aniversario al aire.